# Francis Moreau
Francis Moreau (* 21. Juli 1965 in Saint-Quentin) ist ein ehemaliger französischer Radrennfahrer, Olympiasieger und Weltmeister.

## Werdegang
Francis Moreau profilierte sich während seiner Profizeit als Rennfahrer von 1989 bis 2000 als vielseitiger Radsportler auf Straße und Bahn.
Auf der Bahn konnte Moreau zahlreiche Podiumsplätze bei UCI-Bahn-Weltmeisterschaften erringen: 1990 wurde er Zweiter in der Einerverfolgung in Maebashi, 1991 in Stuttgart Weltmeister in der Verfolgung und Vize-Weltmeister im Punktefahren. Bei den Titelkämpfen 1994 in Palermo wurde er Zweiter in der Verfolgung, zwei Jahre später in Manchester Dritter und mit dem französischen Bahnvierer belegte er den zweiten Platz. 1998 in Bordeaux wurde er erneut Vize-Weltmeister in der Verfolgung und 1999 Vize-Weltmeister mit dem französischen Vierer.
Zweimal nahm Moreau an Olympischen Spielen teil, 1996 in Atlanta sowie 2000 in Sydney. In Atlanta gewann er gemeinsam mit dem französischen Bahnvierer (mit Philippe Ermenault, Christophe Capelle und Jean-Michel Monin) die Goldmedaille, im Punktefahren wurde er Fünfter.
Zwischen 1990 und 1996 startete Francis Moreau siebenmal bei der Tour de France, jedoch ohne vordere Platzierungen. 1993 gewann er das Straßenrennen Paris-Brüssel. Im Jahr 2000 erklärte er seine aktive Zeit für beendet.
Moreau ist für die Firma A.S.O. tätig, die große Sportveranstaltungen, darunter die Tour de France, organisiert.